# Papaver baitagense
Papaver baitagense är en vallmoväxtart som beskrevs av R.V. Kamelin och I.A. Gubanov. Papaver baitagense ingår i släktet vallmor, och familjen vallmoväxter. Inga underarter finns listade i Catalogue of Life.